# Winston (Florida)
Winston és una concentració de població designada pel cens dels Estats Units a l'estat de Florida. Segons el cens del 2000 tenia 9.024 habitants.

## Demografia
Segons el cens del 2000, Winston tenia 9.024 habitants, 3.293 habitatges, i 2.265 famílies. La densitat de població era de 639,3 habitants/km².
Dels 3.293 habitatges en un 34,7% hi vivien nens de menys de 18 anys, en un 42,6% hi vivien parelles casades, en un 19,8% dones solteres, i en un 31,2% no eren unitats familiars. En el 24,6% dels habitatges hi vivien persones soles el 9,7% de les quals corresponia a persones de 65 anys o més que vivien soles. El nombre mitjà de persones vivint en cada habitatge era de 2,74 i el nombre mitjà de persones que vivien en cada família era de 3,23.
Per edats la població es repartia de la següent manera: un 30,7% tenia menys de 18 anys, un 9,9% entre 18 i 24, un 27% entre 25 i 44, un 20,3% de 45 a 60 i un 12,2% 65 anys o més.
L'edat mediana era de 32 anys. Per cada 100 dones de 18 o més anys hi havia 94,1 homes.
La renda mediana per habitatge era de 25.204 $ i la renda mediana per família de 28.307 $. Els homes tenien una renda mediana de 25.368 $ mentre que les dones 18.484 $. La renda per capita de la població era d'11.507 $. Entorn del 19,2% de les famílies i el 26% de la població estaven per davall del llindar de pobresa.

## Poblacions més properes
El següent diagrama mostra les poblacions més properes.